# Biegi narciarskie na Mistrzostwach Świata w Narciarstwie Klasycznym 2011 – sztafeta 4 × 5 km kobiet
Sztafeta kobiet 4 × 5 km była jedną z konkurencji XXXV Mistrzostw Świata w Narciarstwie Klasycznym; odbyła się 3 marca 2011. Tytułu sprzed dwóch lat nie obroniła reprezentacja Finlandii, która tym razem w składzie: Pirjo Muranen, Aino-Kaisa Saarinen, Riitta-Liisa Roponen i Krista Lähteenmäki zdobyła brązowy medal. Nowymi mistrzyniami świata zostały Norweżki: Vibeke Skofterud, Therese Johaug, Kristin Størmer Steira oraz Marit Bjørgen, a drugie miejsce zajęły Szwedki: Ida Ingemarsdotter, Anna Haag, Britta Norgren i Charlotte Kalla.

## Rezultaty
| Miejsce | Numer | Państwo           | Zawodniczki                                                               | Czas                                    | Strata  |
| ------- | ----- | ----------------- | ------------------------------------------------------------------------- | --------------------------------------- | ------- |
| 01 !    | 1     | Norwegia          | Vibeke Skofterud Therese Johaug Kristin Størmer Steira Marit Bjørgen      | 53:30,0 13:58,8 13:47,7 12:58,3 12:45,2 | —       |
| 02 !    | 5     | Szwecja           | Ida Ingemarsdotter Anna Haag Britta Norgren Charlotte Kalla               | 54:06,1 13:49,3 14:05,9 13:24,3 12:46,6 | +36,1   |
| 03 !    | 3     | Finlandia         | Pirjo Muranen Aino-Kaisa Saarinen Riitta-Liisa Roponen Krista Lähteenmäki | 54:29,8 13:56,6 14:03,6 13:20,3 13:09,3 | +59,8   |
| 4       | 4     | Włochy            | Marianna Longa Antonella Confortola Silvia Rupil Arianna Follis           | 54:56,1 13:47,9 14:56,3 13:18,7 12:53,2 | +1:26,1 |
| 5       | 2     | Niemcy            | Stefanie Böhler Katrin Zeller Evi Sachenbacher-Stehle Nicole Fessel       | 55:11,8 14:20,9 14:08,5 13:23,5 13:18,9 | +1:41,8 |
| 6       | 7     | Rosja             | Walentina Nowikowa Alija Iksanowa Julija Czekalowa Olga Michajłowa        | 55:45,4 14:26,6 14:50,4 12:56,6 13:31,8 | +2:15,4 |
| 7       | 12    | Słowenia          | Anja Eržen Petra Majdič Vesna Fabjan Barbara Jezeršek                     | 55:53,0 14:45,9 13:41,7 13:43,2 13:42,2 | +2:23,0 |
| 8       | 14    | Polska            | Ewelina Marcisz Justyna Kowalczyk Paulina Maciuszek Agnieszka Szymańczak  | 56:19,2 14:52,7 13:34,7 13:46,0 14:05,8 | +2:49,2 |
| 9       | 10    | Stany Zjednoczone | Kikkan Randall Holly Brooks Elizabeth Stephen Jessica Diggins             | 56:24,7 14:28,1 14:55,8 13:35,2 13:25,6 | +2:54,7 |
| 10      | 8     | Japonia           | Madoka Natsumi Masako Ishida Yuki Kobayashi Michiko Kashiwabara           | 56:25,8 14:28,8 14:13,5 13:46,9 13:56,6 | +2:55,8 |
| 11      | 9     | Kazachstan        | Jelena Kołomina Oksana Jacka Tatjana Roszczina Swietłana Małachowa        | 56:31,2 14:14,5 14:30,0 14:21,5 13:25,2 | +3:01,2 |
| 12      | 11    | Ukraina           | Kateryna Hryhorenko Łada Nesterenko Wałentyna Szewczenko Maryna Ancybor   | 56:52,6 14:46,2 15:17,1 13:14,7 13:34,6 | +3:22,6 |
| 13      | 6     | Francja           | Aurore Jean Laure Barthélémy Célia Bourgeois Emilie Vina                  | 56:53,2 15:15,0 14:45,3 13:18,2 13:34,7 | +3:23,2 |
| 14      | 13    | Kanada            | Daria Gaiazova Perianne Jones Chandra Crawford Brooke Gosling             | 58:19,2 14:37,6 15:11,7 13:59,3 14:30,6 | +4:49,2 |